# Chiasmocleis mehelyi
Chiasmocleis mehelyi é uma espécie de anuro da família Microhylidae. Endêmica do Brasil, onde pode ser encontrada em duas localidades no Mato Grosso e Mato Grosso do Sul.